# 劉廞
劉廞（483年—534年），字景兴，彭城郡彭城县（今江苏省徐州市）丛亭里人，南北朝北魏官员、学者。是刘隗的伯父刘讷的后裔，太常卿刘芳的儿子。

## 生平
刘廞喜好学问，能明辨是非，善于侍奉当时的权贵。高肇掌权、清河王元懌担任宰相时，刘廞与他们的子弟交往密切、互相往来。灵太后临朝听政后，刘廞和灵太后的兄弟们相处融洽。刘廞曾奉灵太后之命作诗，灵太后将他的诗赏赐给了自己的弟弟胡祥。刘廞历任尚书郎、太尉属、中书侍郎，还担任过冠军将军、行南青州事。不久，他被召回洛阳，任安南将军、光禄大夫。魏孝庄帝初年，他被任命为国子祭酒，兼任行徐州事。魏節閔帝时期，他获任骠骑将军、左光禄大夫。魏孝武帝初年，他被授予散骑常侍，后转任骠骑大将军，再次兼任国子祭酒。永熙三年（534年），孝武帝在献阳殿举行讲解《孝经》的集会，刘廞担任讲师。他的讲解虽说不上精妙细致，但风度仪表和声音语调却有值得称道之处。不久后，他兼任都官尚书，进而又兼任殿中尚书。高欢进入洛阳后，刘廞因孝武帝入关一事被追究责任，被处死，时年五十二岁。

## 家庭
- 曾祖父：刘庆
  - 伯祖父：刘泰之
    - 刘承伯
      - 刘懋

  - 祖父：刘邕
    - 父：刘芳
      - 兄：劉懌
      - 劉廞
        - 长子：劉騭
        - 次子：刘济
          - 孙：劉顗

        - 第三子：刘㻐，过继给了刘懌

      - 弟：刘悦
        - 侄：刘弘

      - 弟：刘戫
        - 侄：刘逖

      - 弟：刘粹

  - 叔祖父：刘抚之
    - 刘某
      - 刘思祖